# Clemens Kühn
Clemens Kühn (1945) es un compositor y notable musicólogo alemán, célebre por sus libros de teoría musical y análisis musical.

## Biografía
Nació en Hamburgo, estudió en el conservatorio de su ciudad natal, luego Germanística (examen de graduación en 1971), teoría musical, composición (con Diether de la Motte, diplomado en 1973), así como en la Universidad Técnica de Berlín (con Carl Dahlhaus). Obtuvo el doctorado en 1977 con una tesis acerca de las obras orquestales de Bernd Alois Zimmermann (publicada en Hamburgo en 1978).
Después de ser asistente de actividades (1974-1978) fue nombrado profesor de teoría musical en 1978 para la Escuela de Arte de Berlín. En 1988 obtiene la plaza de Professor (equivalente a catedrático en los sistemas universitarios de la mayoría de la hispanidad) de Armonía en la Hochschule für Musik und Theater München (Escuela Superior de Música de Múnich) puesto que mantiene hasta 1997 en que se traslada a Dresde para ocupar el puesto de Teoría musical en la Escuela Superior de Música "Carl Maria von Weber".

## Obra
Kühn, entre 1978 y 1996, editor y coeditor de la revista "Musica" (Bärenreiter-Verlag), ha escrito acerca de teoría musical para la nueva edición de MGG/Sachteil. Es coeditor de la revista Musiktheorie (Laaber-Verlag). Sus diversos puntos de vista están entre el análisis musical y las preguntas decisivas acerca de la teoría musical.

## Libros
- Das Zitat in der Musik der Gegenwart - mit Ausblicken auf bildende Kunst und Literatur, Hamburgo 1972

- Musiklehre, Laaber 1981

- Gehörbildung im Selbststudium (La formación musical del oído), Múnich y Kassel 1983, 2001 ISBN 84-8236-282-8

- Formenlehre der Musik (Tratado de la forma musical), Múnich y Kassel 1987, 2001 ISBN 84-8236-281-X. Edición hispana Spanpress, 1998 ISBN 1-58045-932-3

- Analyse lernen, Kassel 1993, 2002

- Kompositionsgeschichte in kommentierten Beispielen (Historia de la composición en ejemplos comentados), Kassel 1998 ISBN 84-8236-258-5